# Giải vô địch bóng đá châu Âu 2012 (vòng loại bảng H)
Dưới đây là kết quả các trận đấu trong khuôn khổ bảng H - vòng loại giải vô địch bóng đá châu Âu 2012. 5 đội bóng châu Âu bao gồm Bồ Đào Nha, Na Uy, Đan Mạch, Síp và Iceland thi đấu trong hai năm 2010 và 2011, theo thể thức lượt đi-lượt về, vòng tròn tính điểm, lấy hai đội đầu bảng tham gia vòng chung kết.

## Bảng xếp hạng
| Đội        | St | T | H | B | Bt | Bb | Hs  | Điểm |
| ---------- | -- | - | - | - | -- | -- | --- | ---- |
| Đan Mạch   | 8  | 6 | 1 | 1 | 15 | 6  | +9  | 19   |
| Bồ Đào Nha | 8  | 5 | 1 | 2 | 21 | 12 | +9  | 16   |
| Na Uy      | 8  | 5 | 1 | 2 | 10 | 7  | +3  | 16   |
| Iceland    | 8  | 1 | 1 | 6 | 6  | 14 | −8  | 4    |
| Síp        | 8  | 0 | 2 | 6 | 7  | 20 | −13 | 2    |

## Kết quả và lịch thi đấu
Một cuộc họp đã diễn ra tại Copenhagen, Đan Mạch ngày 8 tháng 3 năm 2010 để xác định lịch thi đấu của bảng H. Sau khi cuộc họp này không có kết quả, lịch thi đấu của bảng đã được bốc thăm ngẫu nhiên tại Tel Aviv, Israel vào ngày 25 tháng 3.
| Iceland      | 1–2      | Na Uy                          |
| ------------ | -------- | ------------------------------ |
| Helguson 38' | Chi tiết | Hangeland 59' · Abdellaoue 75' |

| Bồ Đào Nha                                            | 4–4      | Síp                                                      |
| ----------------------------------------------------- | -------- | -------------------------------------------------------- |
| Almeida 8' · Meireles 29' · Danny 50' · Fernandes 60' | Chi tiết | Aloneftis 3' · Konstantinou 11' · Okkas 57' · Avraam 89' |

| Đan Mạch         | 1–0      | Iceland |
| ---------------- | -------- | ------- |
| Kahlenberg 90+1' | Chi tiết |         |

| Na Uy         | 1–0      | Bồ Đào Nha |
| ------------- | -------- | ---------- |
| Huseklepp 21' | Chi tiết |            |

| Síp       | 1–2      | Na Uy                   |
| --------- | -------- | ----------------------- |
| Okkas 58' | Chi tiết | J. Riise 2' · Carew 42' |

| Bồ Đào Nha                  | 3–1      | Đan Mạch            |
| --------------------------- | -------- | ------------------- |
| Nani 29', 31' · Ronaldo 85' | Chi tiết | Carvalho 80' (l.n.) |

| Đan Mạch                      | 2–0      | Síp |
| ----------------------------- | -------- | --- |
| Rasmussen 47' · Lorentzen 81' | Chi tiết |     |

| Iceland      | 1–3      | Bồ Đào Nha                              |
| ------------ | -------- | --------------------------------------- |
| Helguson 17' | Chi tiết | Ronaldo 3' · Meireles 27' · Postiga 72' |

| Síp | 0–0      | Iceland |
| --- | -------- | ------- |
|     | Chi tiết |         |

| Na Uy         | 1–1      | Đan Mạch      |
| ------------- | -------- | ------------- |
| Huseklepp 81' | Chi tiết | Rommedahl 27' |

| Iceland | 0–2      | Đan Mạch                 |
| ------- | -------- | ------------------------ |
|         | Chi tiết | Schøne 60' · Eriksen 75' |

| Bồ Đào Nha  | 1–0      | Na Uy |
| ----------- | -------- | ----- |
| Postiga 53' | Chi tiết |       |

| Na Uy                  | 1–0      | Iceland |
| ---------------------- | -------- | ------- |
| Abdellaoue 88' (ph.đ.) | Chi tiết |         |

| Síp | 0–4      | Bồ Đào Nha                                           |
| --- | -------- | ---------------------------------------------------- |
|     | Chi tiết | Ronaldo 35' (ph.đ.), 83' · Almeida 84' · Danny 90+2' |

| Đan Mạch          | 2–0      | Na Uy |
| ----------------- | -------- | ----- |
| Bendtner 24', 44' | Chi tiết |       |

| Iceland       | 1–0      | Síp |
| ------------- | -------- | --- |
| Sigþórsson 5' | Chi tiết |     |

| Síp          | 1–4      | Đan Mạch                                           |
| ------------ | -------- | -------------------------------------------------- |
| Avraam 45+1' | Chi tiết | Jacobsen 7' · Rommedahl 11', 22' · Krohn-Dehli 20' |

| Bồ Đào Nha                                              | 5–3      | Iceland                                         |
| ------------------------------------------------------- | -------- | ----------------------------------------------- |
| Nani 13', 21' · Postiga 45' · Moutinho 81' · Eliseu 87' | Chi tiết | Jónasson 48', 68' · G. Sigurðsson 90+3' (ph.đ.) |

| Na Uy                                | 3–1      | Síp       |
| ------------------------------------ | -------- | --------- |
| Pedersen 25' · Carew 34' · Høgli 65' | Chi tiết | Okkas 42' |

| Đan Mạch                       | 2–1      | Bồ Đào Nha    |
| ------------------------------ | -------- | ------------- |
| Krohn-Dehli 13' · Bendtner 63' | Chi tiết | Ronaldo 90+2' |

## Danh sách các cầu thủ ghi bàn
5 bàn
| - Cristiano Ronaldo |

4 bàn
| - Nani |

3 bàn
| - Ioannis Okkas - Nicklas Bendtner | - Dennis Rommedahl | - Hélder Postiga |  |

2 bàn
| - Andreas Avraam - Michael Krohn-Dehli - Heiðar Helguson - Hallgrímur Jónasson | - Mohammed Abdellaoue - John Carew - Erik Huseklepp | - Hugo Almeida - Danny - Raúl Meireles |

1 bàn
| - Efstathios Aloneftis - Michalis Konstantinou - Christian Eriksen - Lars Jacobsen - Thomas Kahlenberg - Kasper Lorentzen | - Morten Rasmussen - Lasse Schøne - Kolbeinn Sigþórsson - Gylfi Sigurðsson - Tom Høgli - Morten Gamst Pedersen | - Brede Hangeland - John Arne Riise - Eliseu - Manuel Fernandes - João Moutinho |

Phản lưới nhà
- Ricardo Carvalho (trận gặp Đan Mạch)